# Шемсі Ахметі
Шемсі Аріф Ахметі (алб. Shemsi Arif Ahmeti; 6 серпня 1969, с. Засела (Кодер), община Косовська Митровиця — 26 квітня 1999) — югославський та косовський військовик, учасник Косовської війни, Герой Косова.

## Біографічні відомості
Народився у селі Засела в багатодітній родині, будучи шостою дитиною в батьків Аріфа та Хайріє Ахметі. Початкову шкільну освіту отримав у школі рідного села та в селі Шупковац. У Белграді записався до військової гімназії, яку закінчив у 1982 році в Сараєво. Потім закічив Вищу артилерійську академію в Задарі.
У 1990-х роках командував артилерійською ротою у Вршаці. Був відправлений на сербо-хорватську війну, де здобув значний бойовий досвід. Проте, зрозумівши, що війна на території колишньої Югославії призведе до вбивства багатьох колишніх співвітчизників, у 1992 році покинув фронт та поверувся до Косова.
З початком Косовської війни Шемсі Ахметі мобілізований 22 червня 1998 року до лав Визвольної армії Косова. Він мав особисту зброю, гранати та інше військове спорядження. Після падіння заступника командира з логістики оперативної зони «Шала» Джевата Юсуфі та поранення командира Зюмера Халімі 3 січня 1999 року командування бригади вирішило призачити Шемсі Ахметі командиром спеціального підрозділу ZOSH, яким він командував до своєї загибелі 26 квітня 1999 року в битві при Майдані.
Президент Косова Атіфете Ях'яґа посмертно відзначила Шемсі Ахметі державою нагородою Героя Косова.

## Вшанування пам'яті
- В албанській частині Косовської Митровиці встановлено пам'ятник Шемсі Ахметі на вулиці, що названа його іменем.[2]
- Початкова школа у селі Шупковац носить ім'я Шемсі Ахметі.